# Antennulariella
Antennulariella is een geslacht van schimmels uit de familie Antennulariellaceae. De typesoort is Antennulariella fuliginosa.

## Soorten
Volgens Index Fungorum telt het geslacht vijf soorten (peildatum maart 2023):
| Soortnaam                   | Auteur(s)               | Publicatiejaar |
| --------------------------- | ----------------------- | -------------- |
| Antennulariella alpina      | (W.B. Cooke) M.E. Barr  | 1987           |
| Antennulariella batistae    | S. Hughes               | 2000           |
| Antennulariella concinna    | (L.R. Fraser) S. Hughes | 1976           |
| Antennulariella fuliginosa  | Woron.                  | 1915           |
| Antennulariella lichenisata | Coppins & Aptroot       | 2008           |